# Sắt(II) hydride
Sắt(II) hydride là một hợp chất vô cơ có thành phần chính gồm hai nguyên tố là sắt và hydro, với công thức hóa học được quy định là (FeH2)n (cũng được viết dưới dạng ([FeH2])n hoặc FeH2). Hợp chất này tồn tại dưới dạng thức là một chất rắn, chỉ được biết đến dưới dạng bột đen vô định hình, được tổng hợp lần đầu tiên vào năm 2014.

## Lịch sử
Mặc dù phức hợp có chứa dihydridoiron được biết đến từ năm 1931, hợp chất đơn giản với công thức phân tử FeH2 chỉ là một phát hiện gần đây hơn nhiều. Sau khi phát hiện ra phức chất đầu tiên có chứa dihydridoiron, tetracacbonylat, họ cũng nhanh chóng phát hiện ra rằng không thể loại bỏ các cacbon monoxit bằng các phương pháp sử dụng nhiệt – đun nóng một dihydridoiron có chứa phức chỉ làm cho nó phân hủy, một đặc tính quen thuộc của liên kết yếu hydro. Vì vậy, một phương pháp thực tiễn đã được tìm kiếm kể từ đó cho sản xuất của hợp chất thuần túy, mà không có sự tham gia của một pha lỏng. Hơn nữa, cũng có những nghiên cứu về các sản phẩm cộng khác của nó.